# Frank Marshall (filmowiec)
Frank Wilton Marshall (ur. 13 września 1946 w Los Angeles) – amerykański producent filmowy i reżyser.
Ma na swoim koncie produkcje wielu filmowych przebojów; m.in. cyklu Powrót do przyszłości czy serii filmów o przygodach Indiany Jonesa. Po sukcesach jako producent zajął się także reżyserią; od 1990 wyreżyserował 4 filmy. Karierę w przemyśle filmowym zaczynał pod koniec lat 60. jako asystent reżysera Petera Bogdanovicha. Pierwszy raz spotkali się na planie filmu Żywe tarcze z 1968, a ich współpraca trwała przez kilka kolejnych lat; m.in. przy filmach: Ostatni seans filmowy (1971), Papierowy księżyc (1973), Nickelodeon (1976). Marshall był producentem filmów Bogdanovicha, a także zagrał w nich niewielkie role drugoplanowe.
W 1981 wspólnie ze Stevenem Spielbergiem i Kathleen Kennedy założył niezależną wytwórnię filmową Amblin Entertainment. W 1991 Marshall opuścił Amblin, w następnym roku z wytwórni odeszła Kennedy, aby wspólnie założyć firmę produkcyjną The Kennedy/Marshall Company.
W następnych latach z powodzeniem kontynuował karierę producencką współpracując z kolejnymi słynnymi reżyserami; takimi jak m.in. Steven Spielberg, Robert Zemeckis czy M. Night Shyamalan. Poświęca się także działalności publicznej i sportowi.
5 produkowanych przez Marshalla filmów nominowanych było do Oscara w kategorii Najlepszy film; były to: Poszukiwacze zaginionej Arki (1981; reż. Steven Spielberg), Kolor purpury (1985; reż. Steven Spielberg), Szósty zmysł (1999; reż. M. Night Shyamalan), Niepokonany Seabiscuit (2003; reż. Gary Ross) oraz Ciekawy przypadek Benjamina Buttona (2008; reż. David Fincher).

## Życie prywatne
Jest synem kompozytora Jacka Marshalla. Od 1987 jego żoną jest producentka filmowa Kathleen Kennedy. Mają dwoje dzieci.

## Filmografia

### Reżyser
- Arachnofobia (1990); emitowany także pod tytułem Pająki
- Alive, dramat w Andach (1993)
- Kongo (1995)
- Przygoda na Antarktydzie (2006)

### Producent
- Papierowy księżyc (1973)
- Nickelodeon (1976)
- Poszukiwacze zaginionej Arki (1981)
- Duch (1982)
- Indiana Jones i Świątynia Zagłady (1984)
- Goonies (1985)
- Kolor purpury (1985)
- Powrót do przyszłości (1985)
- Skarbonka (1986)
- Imperium słońca (1987)
- Kto wrobił królika Rogera? (1988)
- Na zawsze (1989)
- Indiana Jones i ostatnia krucjata (1989)
- Powrót do przyszłości II (1989)
- Powrót do przyszłości III (1990)
- Joe kontra wulkan (1990)
- Arachnofobia (1990)
- Hook (1991)
- Czego nie widać (1992); znany także pod tytułem Poza sceną
- Dzieci swinga (1993)
- Kieszonkowe (1994)
- Indianin w kredensie (1995)
- Cedry pod śniegiem (1999)
- Szósty zmysł (1999)
- Znaki (2002)
- Tożsamość Bourne’a (2002)
- Niepokonany Seabiscuit (2003)
- Krucjata Bourne’a (2004)
- Sowie pole (2006)
- Ultimatum Bourne’a (2007)
- Ciekawy przypadek Benjamina Buttona (2008)
- Indiana Jones i Królestwo Kryształowej Czaszki (2008)
- Kroniki Spiderwick (2008)
- Crossing Over (2009)
- Ostatni władca wiatru (2010)
- Sully (2015)